# هبرديس الداخلية

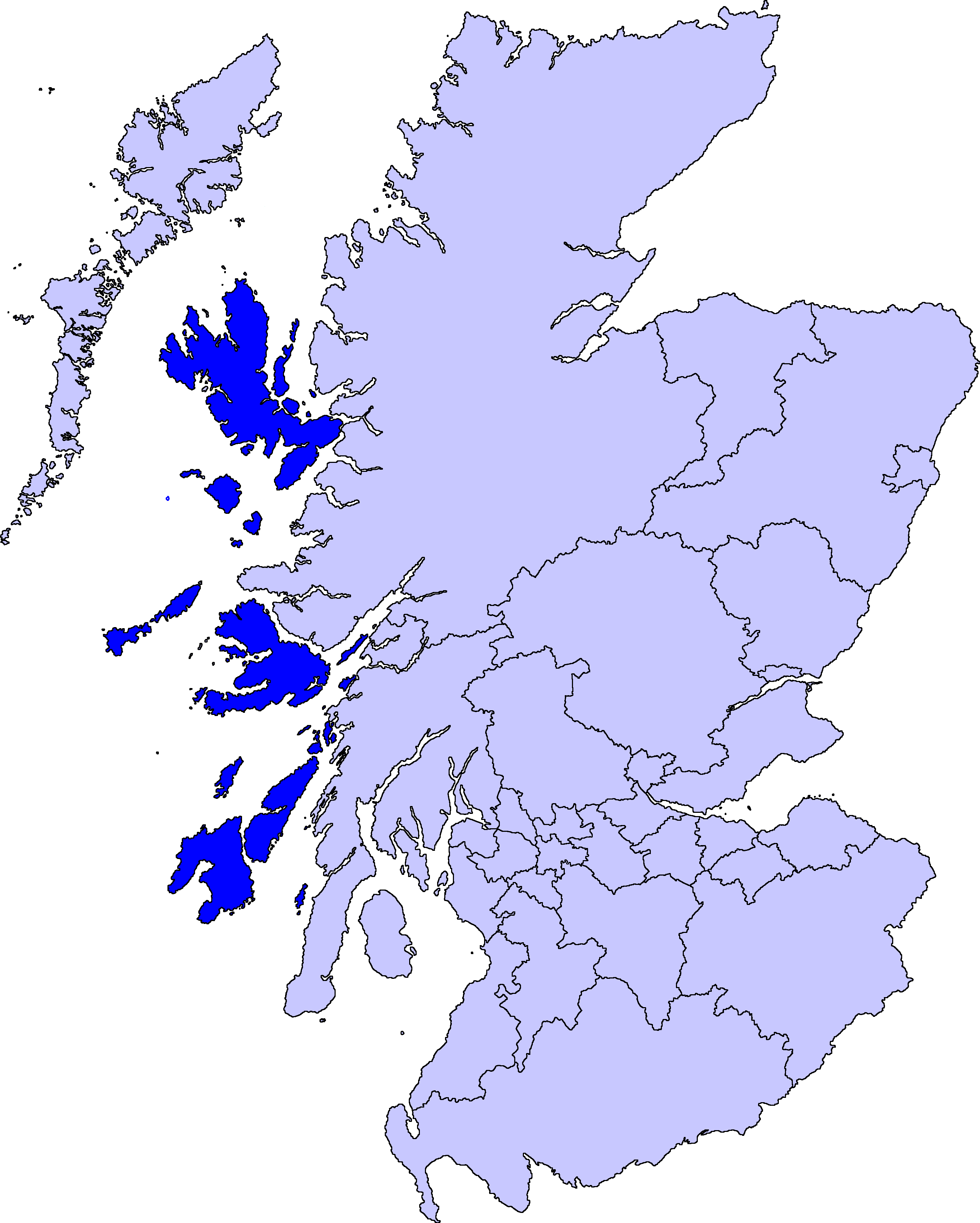
موقع إنر هيربردس في اسكتلندا.

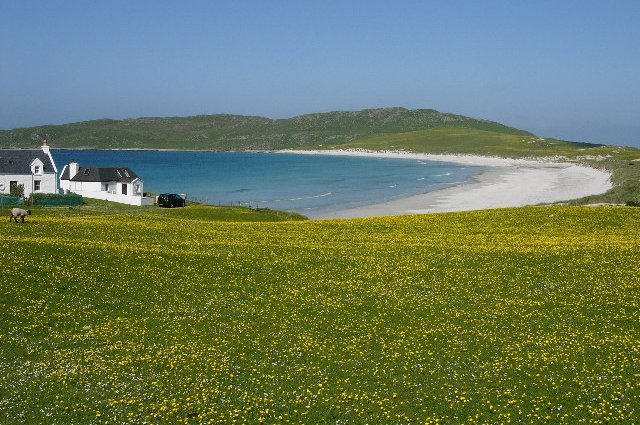
النظر صوب الغرب بإتجاه خليج بايل فويل

إنر هيربردس، والتي تعني الجزر الداخلية هن عبارة عن أرخبيل يقع في الساحل الغربي لاسكتلندا جنوب شرق أوتر هيربردس (الجزائر الخارجية) والتي تشكل معًا الهيربردس التي تتمتع بمناخ محيطي. تتكون إنر هيربردس من 35 جزيرة مأهولة بالإضافة إلى 44 أخريات غير مأهولات حيث تغطي مساحتها مجتمعات 30 فدان. يعتمد الاقتصاد المحلي على السياحة، والزراعة في الحقول الصغيرة المسورة، وصيد الأسماك وتقطير الويسكي. تشكل إنر هيربردس اليوم جزءًا من قسمين مستقلين إداريًا. جزء يقع شمالا وآخر جنوبا. تبلغ مساحة الجزيرتين مجتمعتين قرابة 4,130 كليومتر مربع بمجموع سكان يبلغ 18,948 نسمة حسب تقدير عام 2011، مما يعني كثافة سكانية بمعدل 4.6 نسمة للكيلو متر المربع.

## المناخ
يظهر الجدول التالي التغييرات المناخية على مدار السنة لهبرديس الداخلية:
| البيانات المناخية لـهبرديس الداخلية | البيانات المناخية لـهبرديس الداخلية | البيانات المناخية لـهبرديس الداخلية | البيانات المناخية لـهبرديس الداخلية | البيانات المناخية لـهبرديس الداخلية | البيانات المناخية لـهبرديس الداخلية | البيانات المناخية لـهبرديس الداخلية | البيانات المناخية لـهبرديس الداخلية | البيانات المناخية لـهبرديس الداخلية | البيانات المناخية لـهبرديس الداخلية | البيانات المناخية لـهبرديس الداخلية | البيانات المناخية لـهبرديس الداخلية | البيانات المناخية لـهبرديس الداخلية | البيانات المناخية لـهبرديس الداخلية |
| الشهر                               | يناير                               | فبراير                              | مارس                                | أبريل                               | مايو                                | يونيو                               | يوليو                               | أغسطس                               | سبتمبر                              | أكتوبر                              | نوفمبر                              | ديسمبر                              | المعدل السنوي                       |
| ----------------------------------- | ----------------------------------- | ----------------------------------- | ----------------------------------- | ----------------------------------- | ----------------------------------- | ----------------------------------- | ----------------------------------- | ----------------------------------- | ----------------------------------- | ----------------------------------- | ----------------------------------- | ----------------------------------- | ----------------------------------- |
| متوسط درجة الحرارة الكبرى °م (°ف)   | 6.5 (43.7)                          | 6.6 (43.9)                          | 8.1 (46.6)                          | 9.6 (49.3)                          | 12.4 (54.3)                         | 14.3 (57.7)                         | 15.4 (59.7)                         | 15.7 (60.3)                         | 14.2 (57.6)                         | 11.5 (52.7)                         | 9.1 (48.4)                          | 7.6 (45.7)                          | 10.9 (51.6)                         |
| متوسط درجة الحرارة الصغرى °م (°ف)   | 2.4 (36.3)                          | 2.2 (36.0)                          | 3.3 (37.9)                          | 4.3 (39.7)                          | 6.5 (43.7)                          | 8.7 (47.7)                          | 10.4 (50.7)                         | 10.7 (51.3)                         | 9.4 (48.9)                          | 7.2 (45.0)                          | 5.1 (41.2)                          | 3.6 (38.5)                          | 6.2 (43.2)                          |
| الهطول مم (إنش)                     | 148 (5.84)                          | 100 (3.93)                          | 82 (3.24)                           | 86 (3.40)                           | 73 (2.87)                           | 85 (3.35)                           | 97 (3.83)                           | 112 (4.41)                          | 128 (5.05)                          | 152 (6.00)                          | 143 (5.63)                          | 142 (5.58)                          | 1٬350 (53.13)                       |
| المصدر:                             |                                     |                                     |                                     |                                     |                                     |                                     |                                     |                                     |                                     |                                     |                                     |                                     |                                     |